# Erpe-Mere
Erpe-Mere és un municipi belga de la província de Flandes Oriental a la regió de Flandes. Està compost per les seccions d'Aaigem, Bambrugge, Burst, Erondegem, Erpe, Mere, Ottergem i Vlekkem.

## Personatges il·Lustres
- Lucien van Impe